# 伊拉克总统
伊拉克总统（英語：President of Iraq）是伊拉克的国家元首。1958年伊拉克推翻君主立宪制后建立共和国，并开始设立总统一职。

## 伊拉克共和国总统（1958年—2003年）
在绝大多数历史时期，伊拉克的总统职权都被专制独裁者所垄断，没有一个明确的宪政体制。总统行使的一切权力，只与一个很小的内阁进行协商。
| 任次 | 姓名                                                           | 生卒日期       | 照片 | 任职日期                      | 所属政党                    |
| ---- | -------------------------------------------------------------- | -------------- | ---- | ----------------------------- | --------------------------- |
| －   | 穆罕默德·纳吉布·鲁巴伊 （Muhammad Najib ar-Ruba'i）            | 1904年－1983年 |      | 1958年7月14日 －1963年2月8日  | 军人                        |
| 1    | 阿卜杜勒·萨拉姆·阿里夫 （Abd as-Salam Arif）                   | 1921年－1966年 |      | 1963年2月8日 －1966年4月13日  | 军人                        |
| －   | 阿卜杜勒·拉赫曼·巴扎兹（代理总统） （Abd ar-Rahman al-Bazzaz） | 1913年－1973年 |      | 1966年4月13日 －1966年4月16日 | 军人                        |
| 2    | 阿卜杜勒·拉赫曼·阿里夫 （Abd ar-Rahman Arif）                  | 1916年－2007年 |      | 1966年4月16日 －1968年7月17日 | 军人                        |
| 3    | 艾哈邁德·哈桑·貝克爾 （Ahmed Hassan al-Bakr）                  | 1914年－1982年 |      | 1968年7月17日 －1979年7月16日 | 阿拉伯复兴社会党—伊拉克地区 |
| 4    | 萨达姆·侯赛因 （Saddam Hussein）                               | 1937年－2006年 |      | 1979年7月16日 －2003年4月9日  | 阿拉伯复兴社会党—伊拉克地区 |

注释：穆罕默德·纳吉布·鲁巴伊是最高权力委员会主席。

## 伊拉克臨時管理委員會和聯盟驻伊拉克臨時管理當局（2003年—2004年）

伊拉克共和國國旗（1991年－2004年）

### 联盟驻伊拉克临时管理当局最高行政长官
2003年3月20日伊拉克战争爆发和以美、英为首的联军推翻萨达姆·侯赛因政权后，由美国政府成立暂时履行管理伊拉克国家事务、负责伊拉克重建和人道救援、重建伊拉克政府的临时机构：联盟驻伊拉克临时管理当局。
| 姓名                        | 照片 | 生卒日期      | 上任日期      | 离任日期      |
| --------------------------- | ---- | ------------- | ------------- | ------------- |
| 傑伊·加納 （Jay Garner）    |      | 1938年4月15日 | 2003年4月9日  | 2003年5月10日 |
| 保罗·布雷默 （Paul Bremer） |      | 1941年9月30日 | 2003年5月11日 | 2004年6月28日 |

### 伊拉克臨時管理委員會主席
在2003年推翻薩達姆政權後，伊拉克組建了一個臨時管理委員會，取代了當時在美國主導下的聯盟駐伊拉克臨時管理當局，成為暂時管理伊拉克國家事務的機構。臨時管理委員會由九名成員組成，並由這九名成員輪流出任委員會主席，在新的伊拉克臨時政府成立前行使伊拉克的政府權利。該委員會直接受控於美國政府，由九名委員輪流履行總統職權，每月輪換一次。
| 任次 | 姓名                                                              | 生卒日期        | 任职日期                       | 宗族派别 |
| ---- | ----------------------------------------------------------------- | --------------- | ------------------------------ | -------- |
| －   | 穆罕默德·巴哈尔·乌卢姆（代理，第一次） （Mohammed Bahr al-Uloum） | 1927年 －2015年 | 2003年7月13日 —2003年7月31日   | 什叶派   |
| 1    | 易卜拉欣·贾法里 （Ibrahim al-Jaafari）                            | 1947年 －       | 2003年8月1日 －2003年8月31日   | 什叶派   |
| 2    | 艾哈迈德·沙拉比 （Ahmed Chalabi）                                 | 1944年 －2015年 | 2003年9月1日 －2003年9月30日   | 什叶派   |
| 3    | 伊亚德·阿拉维 （Iyad Allawi）                                     | 1945年 －       | 2003年10月1日 －2003年10月31日 | 什叶派   |
| 4    | 贾拉勒·塔拉巴尼 （Jalal Talabani）                                | 1933年 －2017年 | 2003年11月1日 －2003年11月30日 | 库尔德人 |
| 5    | 阿布尔·阿齐兹·哈基姆                                              | 1952年 －2009年 | 2003年12月1日 －2003年12月31日 | 什叶派   |
| 6    | 阿德南·帕沙希                                                     | 1923年 －2019年 | 2004年1月1日 －2004年1月31日   | 逊尼派   |
| 7    | 穆赫辛·阿卜杜勒·哈米德 （Mohsen Abdel Hamid）                     | 1937年 －       | 2004年2月1日 －2004年2月28日   | 逊尼派   |
| 8    | 穆罕默德·巴哈尔·乌卢姆（第二次） （Mohammed Bahr al-Uloum）       | 1927年 －2015年 | 2004年3月1日 －2004年3月21日   | 什叶派   |
| 9    | 穆萨德·巴尔扎尼 （Massoud Barzani）                               | 1946年 －       | 2004年4月1日 －2004年4月30日   | 库尔德人 |
| 10   | 伊兹丁·萨利姆（遇袭身亡） （Ezzedine Salim）                      | 1943年 －2004年 | 2004年5月1日 －2004年5月17日   | 什叶派   |
| 11   | 加齐·亚瓦尔 （Ghazi Mashal Ajil al-Yawer）                        | 1958年 －       | 2004年5月17日 －2004年6月28日  | 逊尼派   |

## 伊拉克联邦总统（2004年至今）

伊拉克共和国国旗（2004年－）

2004年3月8日，伊拉克临时管理委员会签署通过了一部临时宪法——《过渡行政法》，伊拉克进入“过渡时期”。6月1日，根据“过渡行政法”，由联合国、美、伊三方协商推选产生以伊亚德·阿拉维为总理的临时政府。随着主权于2004年6月28日由联盟驻伊拉克临时管理当局移交给伊拉克人民，由选举产生的伊拉克过渡国民议会选举出伊拉克新的国家领导人——“伊拉克联邦总统”。《过渡行政法》规定，伊拉克在未来实行联邦制，过渡政府采取总统、总理分权制；伊斯兰教为国教等。
| 届次     | 姓名 生卒                         | 照片 | 上任日期       | 离职日期       | 所属党派           | 宗教派别 |
| -------- | --------------------------------- | ---- | -------------- | -------------- | ------------------ | -------- |
| 临时总统 | 加齐·亚瓦尔 （1958－）            |      | 2004年6月29日  | 2005年4月6日   | 伊拉克人           | 逊尼派   |
| 1        | 贾拉勒·塔拉巴尼 （1933－2017）    |      | 2005年4月7日   | 2014年7月24日  | 库尔德斯坦爱国联盟 | 库尔德人 |
| 2        | 福阿德·马苏姆 （1938－）          |      | 2014年7月25日  | 2018年10月2日  | 库尔德斯坦爱国联盟 | 库尔德人 |
| 3        | 巴尔哈姆·萨利赫 （1960－）        |      | 2018年10月3日  | 2022年10月13日 | 库尔德斯坦爱国联盟 | 库尔德人 |
| 4        | 阿卜杜勒·拉蒂夫·拉希德 （1944－） |      | 2022年10月14日 |                | 库尔德斯坦爱国联盟 | 库尔德人 |

2004年5月17日，加齐·亚瓦尔接替遇袭身亡的伊兹丁·萨利姆出任临管会轮值主席。6月1日，亚瓦尔被提名为临时政府总统。6月28日，亚瓦尔就任临时总统。
2005年4月6日，伊拉克库尔德领导人贾拉勒·塔拉巴尼当选为新总统，这是伊拉克有史以来首位经自由选举产生的总统，为伊拉克组建政府铺平了道路。
2006年4月22日，伊拉克总统贾拉勒·塔拉巴尼在议会会议上获得连任，他随后任命什叶派人士贾瓦德·马利基为新总理。
自2004年至2006年，萨达姆·侯赛因在接受审判期间，经常称呼自己是“萨达姆·侯赛因，伊拉克总统”（Saddam Hussein, President of Iraq） ，尽管事实上他已被推翻。而在2006年12月30日，年逾古稀的萨达姆被执行绞刑。